# Бар (Нідерланди)
Бар (нід. Bahr) — селище в нідерландській провінції Гелдерланд. Входить до муніципалітету Зевенар.
Наразі в селищі нараховується близько 20 будинків.